# USV Potsdam
Der Universitätssportverein Potsdam ist ein Sportverein in der Landeshauptstadt Brandenburgs. Er wurde am 11. März 1949 als Sportgemeinschaft „Landeshochschule“ gegründet. Zwischenzeitliche Namen des Vereins waren bis 1990 HSG PH Potsdam und bis 1991 HSG BLH Potsdam (Hochschulsportgemeinschaft Brandenburgische Landeshochschule Potsdam). Seit Juli 1991, der Gründung der Universität Potsdam trägt der Universitätssportverein seinen heutigen Namen. Dem Verein gehören heute 21 Abteilungen an. Sportarten sind Badminton, Baseball, Basketball, Boxen, Capoeira, Fußball, Handball, Kanu, Rugby, Schach, Schwimmen, Segeln, Systema, Taekwondo, Tauchen, Tennis, Tischtennis, Turnen, Volleyball und Wintersport.

## Rugby

### Geschichte

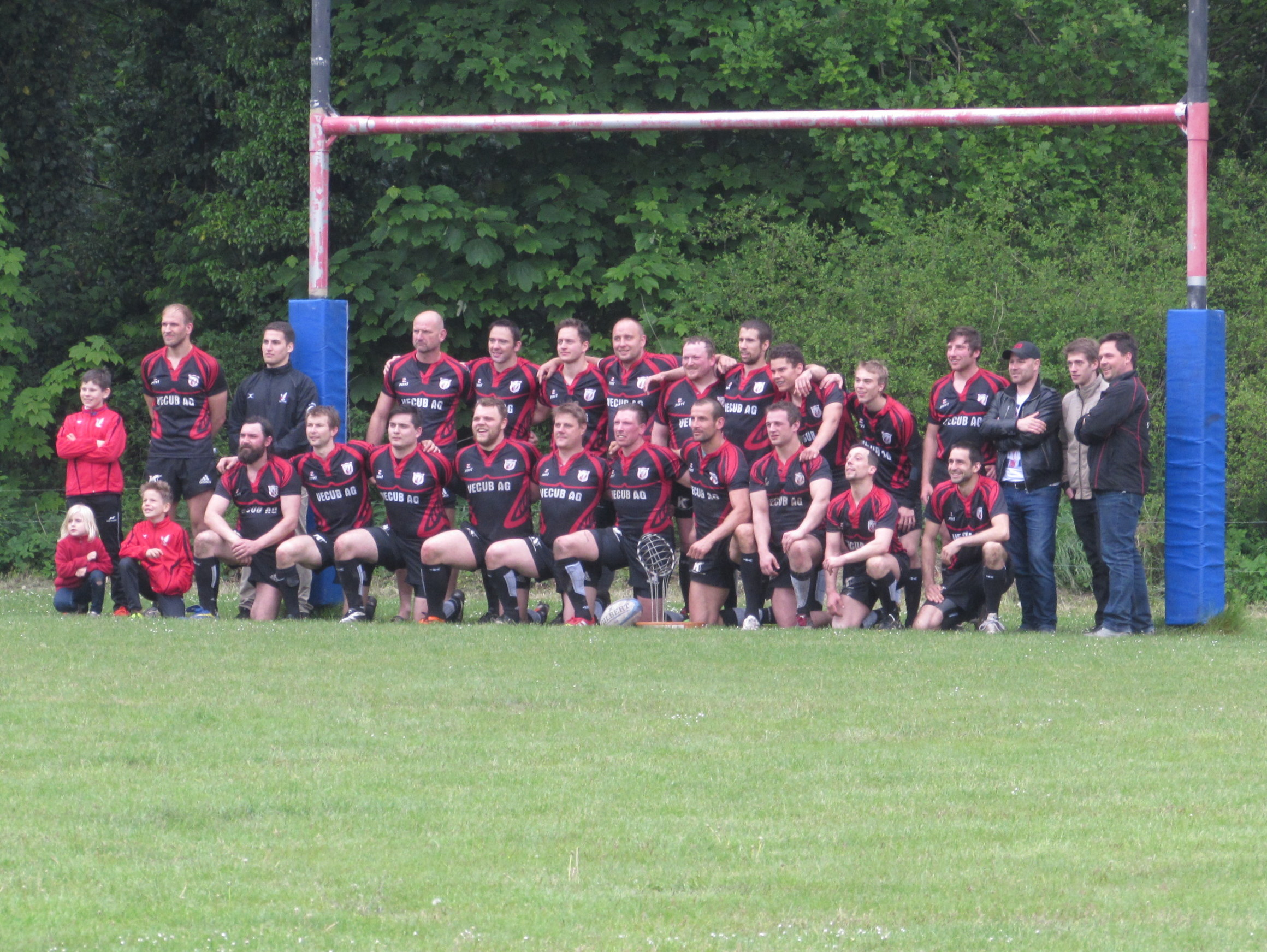
Der USV Potsdam nach dem Gewinn der Regionalliga 2015

Im Jahr 1963 wurde an der damaligen Pädagogischen Hochschule Potsdam eine Rugbyabteilung gegründet. Diese wechselte später zur SG Dynamo Potsdam und spielte in der Oberliga, der höchsten Spielklasse der DDR, wo sie sich zu einer Spitzenmannschaft entwickelte. So wurde die Mannschaft sechsmal Vizemeister (1971, 1976, 1983, 1984, 1986 und 1987) und zweimal Dritter (1978 und 1979). Jedoch gelang es den Potsdamern nie, die Meisterschaft für sich zu entscheiden. Größter Erfolg des Vereins war der Pokalsieg im Jahr 1975. Im Finale am 22. Juni in Berlin schlug man die BSG Stahl Leegebruch mit 23:11. Weiterhin stand der Verein noch zweimal im Endspiel um den Pokal des Deutschen Rugbysport Verbandes (1979 und 1987), verlor aber beide Spiele gegen die BSG Stahl Hennigsdorf. Während der Oberligajahre wurden insgesamt 27 Spieler der SG Dynamo Potsdam in den Kader der Nationalmannschaft der DDR berufen. Sie kamen zusammen auf 175 Einsätze.
1988 gründeten Sportstudenten der Pädagogischen Hochschule die RG 88, die sich nach der politischen Wende und der Auflösung der DDR dem Polizeisportverein Potsdam, der ehemaligen SG Dynamo anschloss. Spielstätte des PSV war das zentral in der Stadt gelegene und mittlerweile abgerissene Ernst-Thälmann-Stadion. 1993 gelang Potsdam erstmals der Aufstieg in die 2. Bundesliga Nord. Man konnte sich jedoch nur eine Saison in dieser Spielklasse halten.
1997 wurde der Verein Regionalligameister und stieg das zweite Mal in seiner Geschichte in die 2. Bundesliga auf. Weiterhin wechselte die Rugbyabteilung vom Polizeisportverein zum USV Potsdam und zog im Rahmen dieses Wechsels vom Thälmannstadion auf die Sportanlage der Universität am Neuen Palais. Nach nur einem Jahr in der 2. Bundesliga folgte der sofortige Wiederabstieg in die Regionalliga Ost. Es folgten sieben Spielzeiten in der dritten Liga, in denen man zwar stets zu den Favoriten zählte und als Anwärter auf den Aufstieg gehandelt wurde, jedoch immer wieder knapp scheiterte. In der Saison 2005 konnte sich Potsdam endlich durchsetzen und das entscheidende Spiel um den Aufstieg gegen den Hamburger RC gewinnen und so den dritten und bislang letzten Aufstieg in die 2. Bundesliga schaffen. Sportlich lief die folgende Saison nur bescheiden und der USV konnte sich auch in seiner dritten Spielzeit in Liga zwei als Vorletzter nicht behaupten. Jedoch profitierte man von der Herausnahme der Mannschaft des SV Stahl Hennigsdorf 1948 aus dem Spielverkehr. So entging man einem dritten Wiederabstieg. In den folgenden Jahren verbesserte sich Potsdam und hatte mit einem möglichen Abstieg nichts mehr zu tun. Vielmehr etablierte sich der USV immer mehr und wurde zu einer festen Größe und Spitzenmannschaft der 2. Bundesliga Nord. Die erfolgreichste Saison war schließlich 2009/2010, als man Zweiter wurde und nur knapp mit zwei Punkten Rückstand einen Aufstieg in die 1. Bundesliga verpasste.
Nach einer umfassenden Reform des Ligasystems im Jahr 2012 stieg der USV Potsdam schließlich erstmals in die 1. Bundesliga auf und war somit seit dem Ende der DDR-Oberliga wieder erstklassig. Sportlich konnte man sich die erste Saison behaupten. In der Vorrunde erreichte man in der Staffel Ost den 3. Platz und qualifizierte sich so für die Meisterrunde Nord/Ost, die man auf dem 6. Platz abschloss. Im Achtelfinale um die deutsche Meisterschaft stehend verzichtete Potsdam jedoch auf das Spiel gegen den TV Pforzheim und schied somit aus. Die zweite Mannschaft spielte in der Saison 2012/13 in einer Spielgemeinschaft mit dem RC Berlin „Grizzlies“ in der 2. Bundesliga Ost. Diese Spielgemeinschaft wurde jedoch nach dieser Saison beendet. Die zweite Saison in der 1. Bundesliga verlief aufgrund der angespannten personellen Situation weniger erfolgreich. In der Vorrunde kam man in der Oststaffel auf den sechsten und letzten Platz und konnte sich somit nicht für die Meisterschaftsrunde qualifizieren. Man trat im DRV-Pokal an, wo man in der Nord/Ost-Gruppe auf den fünften von acht Plätzen kam. Das Qualifikationsspiel für das Viertelfinale gewann man in München beim RFC, verlor aber das anschließende Viertelfinale beim RC Leipzig deutlich.
Im Anschluss an die Saison 2013/14 zog sich der USV aufgrund sich verschärfender personeller Probleme für die folgende Spielzeit aus den Bundesligen zurück. 2014/15 spielt die Mannschaft nach neun Spielzeiten wieder in der drittklassigen Regionalliga Nord/Ost, schaffte jedoch nach nur einer Spielzeit den unmittelbaren Wiederaufstieg in die 2. Bundesliga. Trainer des USV sind Robby Lehmann und Frank Pilger.
Im Jahr 2019 konnten die Frauen des USV Potsdam bei den Deutschen Meisterschaften im 7er-Rugby die Bronzemedaille gewinnen. Das Finalturnier fand in Karlsruhe statt. Im entscheidenden Spiel um den dritten Platz schlugen die Potsdamerinnen die Mannschaft des SC Neuenheim 19:5.
Studenten der Universität und anderer Hochschulen der Stadt nehmen an den Deutschen Hochschulmeisterschaften teil. In den Jahren 2001, 2002 und 2019 konnten die Herren dabei den Titel des Deutschen Hochschulmeisters im Siebener-Rugby erringen und wurden mehrfach Zweite. Bei den Frauen konnten die Potsdamerinnen den Meistertitel insgesamt dreimal erringen.

### Erfolge

#### Männer
- als SG Dynamo Potsdam:
  - DDR-Pokalsieger (Pokal des DTSV): 1975
  - DDR-Oberliga: 2. Platz 1971, 1976, 1983, 1984, 1986, 1987
  - DDR-Oberliga: 3. Platz 1978, 1979
  - DDR-Pokalfinalist: 1979, 1987

- als USV Potsdam
  - Aufstieg in die 1. Bundesliga 2012
  - Gewinner des Regionalligacups 2015

#### Frauen
- 3. Platz bei den Deutschen Meisterschaften im Siebener-Rugby: 2019

### Auszeichnungen
2018 wurde der USV Potsdam vom Deutschen Olympischen Sportbund (DOSB) und dem Verband Deutscher Sportjournalisten (VDS) in der Kategorie Sonderpreis mit dem Fair Play Preis des Deutschen Sports 2017 ausgezeichnet. Aufhänger war die 15. Auflage des Sanssouci-Pokals für Jugendmannschaften unter dem Motto Rugby spielen gegen rechte Gewalt und Langeweile.

### Spieler und Trainer
- Detlef Krüger: DDR-Nationalspieler und -trainer, Hochschullehrer
- Frank Pilger: DDR-Nationalspieler und Vereinstrainer, Kriminalpolizist
- Jens Riechers: DDR-Nationalspieler, Lehrer und Kommunalpolitiker

## Schach
Die Frauenmannschaft der Abteilung Schach des USV Potsdam spielte in der Saison 1992/93 in der höchsten deutschen Spielklasse, in der Bundesliga. Sie stieg nach nur einer Spielzeit jedoch als Vorletzter der Tabelle unmittelbar wieder ab. Spielerinnen der Bundesligamannschaft waren unter anderem Kerstin Kunze, Ulricke Seidemann und Eveline Nünchert. Eveline Nünchert erzielte in der Saison ein Ergebnis auf 9,5 Punkten aus 11 Partien bei einer Elo-Leistung von 2477. Im Jahr 2012 gewann der USV Potsdam die deutsche Mannschaftsmeisterschaft im Blitzschach der Frauen.

## Baseball
Die Baseballmannschaft Potsdam Porcupines, wurden 1997 als Abteilung des USV Potsdam gegründet. 2014 hatte die Abteilung über 40 Mitglieder. Die Herren spielten in der Saison 2014 in der Bezirksliga und Landesliga des Baseball- und Softball Verbandes Berlin/Brandenburg. Die Damen des Vereins spielen in einer Spielgemeinschaft mit den Berlin Redpeppers in der Verbandsliga Softball. Als Abteilung des Universitätssportvereins bietet man im Rahmen des Hochschulsports in jedem Sommersemester einen Hochschulsportkurs Baseball an.

## Boxen
Die Abteilung Boxen besteht seit 1974, als sie an der damaligen Pädagogischen Hochschule gegründet wurde. Vorrangig steht die Ausbildung der Sportstudenten im Blickfeld, für die Boxen obligatorischer Teil ihrer Ausbildung ist. Jedoch haben auch andere Studenten und Sportinteressierte die Möglichkeit, im Rahmen des Freizeitsports beim USV das Boxen zu trainieren.

## Taekwondo
Seit dem Jahr 1998 besteht die Abteilung Taekwondo beim USV Potsdam. Die Abteilung ist breitensportlich orientiert, jedoch soll talentierten Sportlern durch wettkampforientiertes Training auch eine Basis für den Leistungssport geboten werden. 2014 hatte die Vereinsabteilung etwa 30 Mitglieder, von denen ein großer Teil an Einzel- und Teamwettkämpfen teilnahm. Im Februar 2013 fand in Sindelfingen die erste Kinderweltmeisterschaft statt und das Team des USV gelang der Sieg in der Mannschaftswertung.

## Volleyball
Die Abteilung Volleyball beim USV Potsdam hat etwa 100 Mitglieder, die in drei Herren- und zwei Damenteams spielen. Die ersten Mannschaften spielen in der Regionalliga Nordost, der vierthöchsten Liga im System. Das zweite Herrenteam spielt in der Brandenburgliga. Die zweite Damen- und die dritte Herrenmannschaft spielen in der Landesliga des Brandenburgischen Volleyballverbands. Spielstätte für die jeweiligen ersten Teams des USV ist die Sporthalle in der Heinrich-Mann-Allee in Potsdams Stadtteil Waldstadt I, die beiden zweiten Mannschaften nutzen die Sporthalle der Universität Potsdam auf dem Campus in Golm.